# NEXT architects
NEXT architects is een Nederlands architectenbureau dat werkt aan ontwerp- en onderzoeksprojecten op het gebied van stedenbouw, architectuur, interieur en infrastructuur. Het bureau is gevestigd in Amsterdam. Het bureau is opgericht in 1999 door Marijn Schenk, Bart Reuser, Michel Schreinemachers en John van de Water. In 2004 richtte NEXT een tweede kantoor op in Beijing, China.
NEXT architects is bekend van een reeks bruggen, zoals de Dafne Schippersbrug, de Melkwegbrug en de Zaligebrug. Ook heeft het bureau de dependance Rijksmuseum Schiphol van het Rijksmuseum Amsterdam in de Holland Boulevard op Schiphol ontworpen. Ook heeft het bureau het ontwerp geleverd voor It Goddeloas Fiersicht een kunstwerk in de Friese gemeente Dantumadeel.
in China ontwierp het bureau de brug Lucky Knot in Changsha. Deze brug werd door CNN omschreven als de “meest baanbrekende bruggen ter wereld“. Verder heeft het bureau samen met onder andere het Instituut Voor Erfgoed & Marketing (IVEM) het ontwerp geleverd voor de transformatie van het 900 jaar oude Chinese dorp Dafang tot het Holland-Dafang Creative Village.

## Prijzen en publicaties
Het bureau is onder andere onderscheiden met de Nationale Staalprijs (2018), Nationale Bouwprijs (2017), de European Prize for Architecture Philippe Rotthier (eervolle vermelding, 2017) en de Dutch Design Awards (winnaar 2018, nominatie 2016).